# Grissom Air Reserve Base

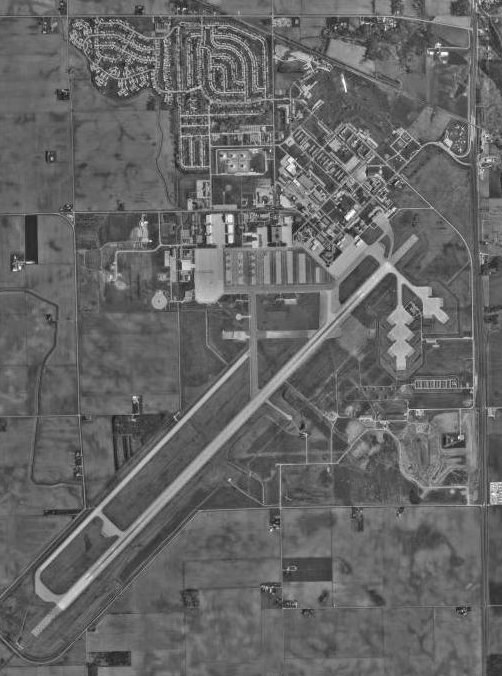
Luchtfoto

Grissom AFB is een vliegbasis en plaats (census-designated place) in de Amerikaanse staat Indiana, en valt bestuurlijk gezien onder Cass County en Miami County. De basis werd in 1942 opgericht als een basis van de Amerikaanse marine, Naval Air Station Bunker Hill, en was vervolgens een actieve luchtmachtbasis, Bunker Hill Air Force Base van 1954 tot 1968 en Grissom Air Force Base van 1968 tot 1994. Op grond van de werkzaamheden van de 1991 Base Realignment and Closure Commission werd de installatie ingekrompen tot een Air Force Reserve-installatie en omgedoopt tot Grissom Air Reserve Base.
Sindsdien is het een civiele luchthaven/militaire basis voor gezamenlijk gebruik. Ongeveer 1700 hectare plus de landingsbaan en taxibanen vormen de huidige militaire installatie, waarbij de Grissom Aeroplex bestaat uit de civiele luchtvaartactiviteiten die algemene luchtvaart en charterdiensten verlenen.
Oorspronkelijk genoemd Bunker Hill Air Force Base, werd de basis omgedoopt tot de Grissom Air Force Base in 1968 ter nagedachtenis aan astronaut en inheemse Indiana Luitenant-kolonel Virgil I. "Gus" Grissom, USAF, die, samen met collega-astronauten Luitenant-kolonel Ed White, USAF, en Luitenant-commandant Roger Chaffee, USN, omkwam in de Apollo 1-brand bij het Cape Canaveral Air Force Station Launch Complex 34 op 27 januari 1967.
Het is de thuisbasis van de grootste KC-135R Stratotanker-Wing in het Air Force Reserve Command (AFRC).

## Demografie
Bij de volkstelling in 2000 werd het aantal inwoners vastgesteld op 1652.

## Geografie
Volgens het United States Census Bureau beslaat de plaats een oppervlakte van
10,9 km², geheel bestaande uit land.

## Plaatsen in de nabije omgeving
De onderstaande figuur toont nabijgelegen plaatsen in een straal van 12 km rond Grissom AFB.